# Berta Pichová-Poláková
Berta Pichová-Poláková (rozená Poláková, 14. května 1856 Libochovice – 12. dubna 1929) byla česká učitelka, mlékárenská odbornice, autorka odborné literatury a feministka. Byla jednou z prvních ženských průkopnic v oboru profesionálního a průmyslového potravinářství.

## Život

### Mládí
Narodila se v Libochovicích v severních Čechách. Provdala se jako Pichová (Píchová), s manželem žili na Královských Vinohradech. Je uváděna jako odborná učitelka zemědělské rady.

### Odborná činnost
Zabývala se mlékárenstvím, především pak technologií výroby sýrů, másla a dalších mléčných výrobků, rovněž za použití mechanických a automatických strojů. Pořádala také odborné přednášky, povětšinou po dámských klubech, mimo Prahu též např. v západních Čechách. Na Zemské jubilejní výstavě na Výstavišti Praha roku 1891 se podílela na přípravě mlékařské expozice jako členka výboru, spolu s Bedřichem Freyem, Karlem Kirschnerem a Františkem Žemličkou.
Byla autorkou několika publikací o mlékárenství vydaných v pražském nakladatelství Eduarda Grégra. Uveřejňovala rovněž odborné články, např. v Pražských hospodářských novinách.

### Úmrtí
Berta Pichová-Poláková zemřela 12. dubna 1929 v Praze ve věku 72 let.

## Odborné práce
- Příruční kniha mlékařská (1891)
- Mléko a mléřkařství